# Emile-Dominique-Louis Maurice
Emile-Dominique-Louis Maurice, francoski general, * 1889, † 1974.